# Лайл Оделайн
Лайл Теодор Оделайн (англ. Lyle Theodore Odelein; 21 липня 1968, м. Квілл-Лейк, Канада) — канадський хокеїст, захисник. 
Виступав за «Мус-Джо Ворріорс» (ЗХЛ), «Пеорія Рівермен» (ІХЛ), «Шербрук Канадієнс» (АХЛ), «Монреаль Канадієнс», «Нью-Джерсі Девілс», «Фінікс Койотс», «Колумбус Блю-Джекетс», «Чикаго Блекгокс», «Даллас Старс», «Флорида Пантерс», «Піттсбург Пінгвінс». 
В чемпіонатах НХЛ — 1056 матчів (50+202), у турнірах Кубка Стенлі — 86 матчів (5+13).
У складі національної збірної Канади учасник Кубка світу 1996 (2 матчі, 0+0).
Досягнення
- Володар Кубка Стенлі (1993)
- Фіналіст Кубка світу (1996)